# مونية مسلم
مونية مسلم (ولدت في تبسة يوم 24 يونيو عام 1961)، وزيرة بالحكومة الجزائرية، حيث تتولى مونية فيها منصب وزيرة التضامن الاجتماعي والأسرة وقضايا المرأة.